# Пачаджян, Левон Арутюнович
Лево́н Арутю́нович Пачаджя́н (арм. Լևոն Հարությունի Պաչաջյան; 20 сентября 1983, Ереван, Армянская ССР, СССР) — армянский футболист, полузащитник. Выступал за сборную Армении.

## Клубная карьера
Левон Пачаджян родился в Ереване, городе, который очень любит и куда с радостью приезжает. В 7 лет начал заниматься футболом. Этот момент запомнился в его памяти. Когда, сидя за партой в школе, в класс вошла дочь будущего тренера Роберта Мурадяна и объявила о наборе в футбольную школу «Малатия» игроков 1983 года рождения. Пачаджян и ещё пара ребят в этот момент подняли руки. С этого момента началась карьера футболиста Левона Пачаджяна. Выбор спорта номер № 1 не стал удивителен, так как к футболу причастны всё мужское поколение семьи Пачаджян. Дед Пачаджяна, когда жил в Греции, тренировался в столичном АЕКе. Брат отца, Павел Пачаджян, был профессиональным футболистом в советские годы, а в последующие годы являлся тренером в футбольной школе «Малатия». (Именно он привёл в футбол Эдгара Манучаряна). Сын Павла Пачаджяна и двоюродный брат Левона Пачаджяна — Асканаз Пачаджян, также являлся профессиональным футболистом, в одно время даже сыгравшие вместе в одном клубе. К тому же дом Пачаджяна находится возле футбольной школы «Малатия», на территории которой в настоящий момент расположена база «Бананца». В юности ходил также на карате и прыжки в воду, но всё-таки решил посвятить себя футболу.
Первым профессиональным клубом стал абовянский «Котайк», который в тот момент пригласил всю команду 1983 года рождения для подписания контракта. Все согласились с условиями, но через два года из-за финансовых проблем пришлось покинуть клуб.
В 2007 году Левон Пачаджян стал лучшим игроком Армении, опередив партнёров по команде Саркиса Овсепяна и Роберта Арзуманяна. После окончания сезона перешёл в зарубежный клуб.
Новым местом стал шведский ГАИС из Гётеборга, с которым Пачаджян в начале 2008 года заключил контракт. Провёл один сезон, затем последовало приглашение из греческого клуба ПАОК из Салоник. Пачаджян был готов подписать контракт, но в последний момент агент сообщил, что президент клуба передумал. Позже стало известно, что Пачаджяну предпочли другого футболиста. Далее Пачаджян отправился в аренду в норвежский «Фредрикстад». В 2009 году Пачаджян перешёл в «Санат Нафт», выступавший в Высшей лиги Ирана. В ноябре 2010 года отметился первым голом за клуб, поразив ворота «Эстегляля» на 76-й минуте матча. В 2012 году произошло небольшое непонимание между Пачаджяном и главным тренером команды, из-за чего некоторое время не попадал в заявки на матчи. В середине лета агент начал искать новый клуб, в который мог бы перейти Пачаджян. Причиной ухода из клуба заключается в не сложившихся отношениях с главным тренером команды. Пачаджян озвучил возможность возвращения, но при условии, если командой будет руководить другой специалист.
В середине августа Пачаджян высказал мнение о возвращении в Армению, если не будет предложений от зарубежных клубов. Спустя неделю, главный тренер команды Вардан Бичахчян, проинформировал общественность о подписании контракта между «Шираком» и Пачаджяном. В 2013 году перешёл в «Мику», сыграв там всего один матч.
В августе 2013 года стало ясно, что Левон Пачаджян возвращается в Швецию, на этот раз в клуб Суперэттана «Ассириску», с которым он подписал контракт до 2015 года, после сезона 2014/2015 он покинул клуб.
В марте 2015 года Левон перешёл в клуб второго дивизиона Швеции «Арамейска-Сюрианска». Перед сезоном 2015/2016 года он присоединился к «Сёдертелье». В сезоне 2016/2017 года Пачаджян перешёл в «Линчёпинг Сити».

## Карьера в сборной
Дебют матч за сборную провёл 18 февраля 2004 года в кипрском Пафосе, в товарищеской игре против Сборной Венгрии, закончившийся поражением армянской сборной со счётом 0:2. Первым голом за сборную был мяч забитый в ворота сборной Молдовы в товарищеском матче в Тирасполе состоявшемся 28 мая 2008 года. В том матче Пачаджян, кроме забитого мяча сделал голевую передачу на Маркоса, который и открыл счёт в матче. Встреча завершилась со счётом 2:2. 3 марта 2010 года в товарищеском матче против сборной Беларуси стал автором единственного забитого мяча сборной Армении в том матче. Игра завершилась со счётом 3:1 в пользу белорусской сборной. В следующей игре, состоявшейся 11 августа на «Раздане» против сборной Ирана Пачаджян принял участие. При счёте 1:0 в пользу Армении, Пачаджян не реализовал пенальти. Иранцы впоследствии сравняли счёт, а после вышли вперёд. А под занавес встречи реализовали 11-метровый.

## Личная жизнь
Отец — Арутюн, мать — Люсия. По отцу имеет двоюродного брата Асканаза Пачаджяна, с которым выступал в клубе «Звартноц-ААЛ». Женат, супруга Ани и дочь Милена. 10 августа 2012 года у Левона Пачаджяна родился сын. Любит проводить время на природе, имеет хобби — рисование.

## Достижения

### Командные достижения
«Звартноц-ААЛ»
- Финалист Кубка Армении (1): 2002

«Пюник»
- Чемпион Армении (5): 2003, 2004, 2005, 2006, 2007
- Обладатель Кубка Армении (1): 2004
- Финалист Кубка Армении (1): 2006
- Обладатель Суперкубка Армении (3): 2004, 2005, 2007
- Финалист Суперкубка Армении (2): 2003, 2006

«Ширак»
- Чемпион Армении (1): 2012/2013

### Личные достижения
- Лучший полузащитник Армении: 2003
- Футболист года в Армении: 2007